# عزلة عنبان (ذمار)

تعديل مصدري - تعديل

عزلة عنبان هي إحدى عزل مديرية المنار في محافظة ذمار اليمنية.

## السكان
بلغ عدد سكان عزلة عنبان 2421 نسمة بحسب التعداد للسكان والمساكن والمنشآت في اليمن لعام 2004.

## توزيع السكان
يتوزع السكان والمساكن والأسر على مستوى قرى عزلة عنبان على النحو التالي:
| م | قرية     | عدد المساكن | عدد الأسر | الذكور | الأناث | الإجمالي |
| - | -------- | ----------- | --------- | ------ | ------ | -------- |
| 1 | المغربة  | 108         | 95        | 304    | 306    | 610      |
| 2 | الشرف    | 46          | 39        | 115    | 129    | 244      |
| 3 | الشنيف   | 128         | 124       | 374    | 400    | 774      |
| 4 | المضباع  | 131         | 118       | 399    | 394    | 793      |
|   | الإجمالي | 413         | 376       | 1192   | 1229   | 2421     |

## روابط خارجية
- الجهاز المركزي للإحصاء بالجمهورية اليمنية
- المركز الوطني للمعلومات باليمن
- World Gazetteer:Yemen
- الدليل الشامل